# Personál (Uhersko)
Personál nebo osobník (latinsky personalis; maďarsky királyi személynök) patřil k nejvýznamnějším zemským hodnostářům v Uhersku, byť historicky nejmladším – funkce personála byla vytvořena až za vlády Matyáše Korvína, roku 1464. Úkoly personála spočívaly ve výkonu soudcovských pravomocí, potvrzování královských výnosů, popř. výuce soudců v oblasti světského práva. Hodností personála byl pověřen člověk, zastupující osobu krále u soudu (lat. personalis praesentiae regiae in iudicis locumtenens, „místodržící osobní královské přítomnosti na soudě“). Původně tuto činnost od 14. století vykonával tajný kancléř, avšak v důsledku jeho vytíženosti vlastním úřadem byla tato funkce přenesena na nového úředníka, personála. Zákonný článek č. LXVIII z roku 1486 jmenuje personála zástupcem tajného kancléře a staví ho na 3. místo v Uhersku v pořadí hlavních soudců království.
Zatímco v 15. století byly personály duchovní osoby, od 16. století byla funkce v rukách nekleriků (prvním takovým byl Štefan Verbőczy od roku 1516). Personál měl vícero pravomocí, především předsedal tzv. personálskému soudu. V jeho kanceláři působili dva protonotáři, kteří vyřizovali soudní spisy. Personálský soud tvořili původně šlechtici vybíraní z těch, kteří žili na královském dvoře; později členy soudu jmenoval král ze zástupců prelátů, magnátů a ostatní šlechty. Personál byl rovněž opatrovatelem královské soudní pečeti a členem královské rady. Měl též na starosti i správu některých svobodných královských měst, která se proto nazývala i „personálskými“. Byla to města:
- Stoličný Bělehrad
- Ostřihom
- Levoča
- Sabinov
- Skalica

Sídlem personála byl Budín, ovšem v letech 1536–1784 Prešpurk.
Po nástupu Habsburků na uherský trůn (1526) funkce personála nezanikla, personál se stal trvalým členem místodržitelské rady. Roku 1608 se stal natrvalo předsedou dolní komory uherského zemského sněmu. V letech 1671–1680, po zavedení gubernia, se stal jedním ze čtyř představitelů uherských stavů, kteří byli členy guberniální rady. Až do roku 1848, kdy v důsledku revolučních změn došlo k podstatné reformě státní správy, mu zůstala pravomoc v oblasti soudnictví; krátce byl úřad ještě obnoven pro léta 1861–1867 (posledním personálem byl právník István Melczer), kdy byl po rakousko-uherském vyrovnání definitivně zrušen.